# Festival Sidération
Le festival Sidération est un festival français de création artistique consacré à l’imaginaire de l’Espace. Produit par l’Observatoire de l'Espace du CNES depuis 2011, il a eu lieu chaque année en mars, de 2011 à 2019, au siège du CNES à Paris et présenté les créations, spectacles et performances d’une trentaine d’artistes.

## Objet
Créé en 2011 par l’Observatoire de l’Espace, laboratoire culturel du CNES, le festival Sidération propose une démarche transdisciplinaire qui mêle les sciences et les arts. Il met en avant la fécondité de l’univers spatial en partant de l’idée que l’Espace est une source de récits et d’imaginaires qui peuvent enrichir la créativité des artistes. Il prend en compte les dimensions scientifique, sociale, historique, politique et culturelle de l’Espace.

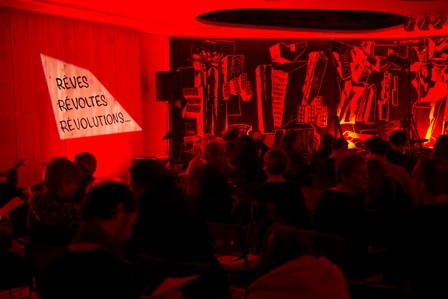
La salle de l'Espace du CNES durant le festival Sidération 2015.

Le festival Sidération réunit des acteurs de la création contemporaine et de la recherche spatiale qui proposent un ensemble de performances artistiques inspirées par l’Espace, chaque année autour d’un thème différent. La programmation du festival est variée et s’inscrit dans tous  les champs artistiques : danse, théâtre, musique, arts plastiques, expériences participatives, cinéma, mises en voix, etc. 

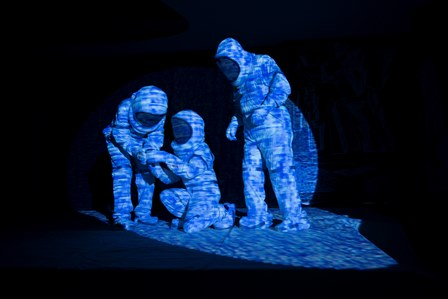
"Le vent reconnaîtra la pointure de mes pieds" de Florent Trochel - Festival Sidération 2015

« L’Espace devient matériau et source d’inspiration. […] Pour les scientifiques comme pour les artistes, les dispositifs mis en place créent une porosité intéressante entre réel et fiction. » Gérard Azoulay, responsable de l’Observatoire de l’Espace et directeur artistique du festival Sidération.

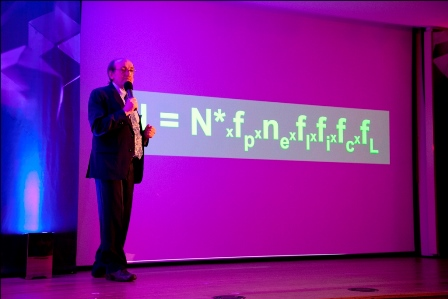
Conférence "EXO6TM" de Michel Viso - Festival Sidération 2013

Les créations présentées sont, pour la plupart, le fruit d’un accompagnement au long cours des artistes dans le cadre du programme « Création et imaginaire spatial » qui permet aux artistes de s’immerger dans l’univers spatial à travers des résidences hors les murs.

## Éditions du festival
| Année | Thème                                | Programmation |
| ----- | ------------------------------------ | --- |
| 2011  | Limites et frontières                | Jeanne Added (musicienne), Gaël Baron (acteur), Isabelle Bats (comédienne), Hélène Breschand (harpiste), Michel Cassé (astrophysicien), David Christoffel (auteur et critique d’art), Murielle Colvez (actrice), Valérie Cordy (performeuse), Dominique Delcourt (physicien), Kitsou Dubois (chorégraphe), Philippe Foch (percussionniste), Jean-Pierre Haigneré (astronaute), Anne Kawala (auteur), Sabine Macher (auteur), Pierre Meunier (auteur), Laura de Nercy (danseuse, chorégraphe), Didier Petit (violoncelliste) et Michel Viso (exobiologiste). |
| 2012  | Huis clos                            | Brigitte Athéa (metteur en scène), Thierry Balasse (musicien), Isabelle Bats, Antoine Billot (écrivain), Étienne Bultingaire (musicien), Philippe Braz (dramaturge, poète), Véronique Caye (metteur en scène), Romain Charles (ingénieur et participant à la mission Mars 500), Sonia Chiambretto (auteur), Eric Cordier (musicien), Valérie Cordy, Pablo Cueco (musicien), Jacques Demarcq (poète), Isabelle Duthoit (musicienne), Frédéric Ferrer (auteur et metteur en scène), Eric Groleau (musicien), Anne Kawala, Joris Lacoste (metteur en scène), Markus Lang (musicien), Alban Lefranc (écrivain), Xavier Legasa (chanteur), Frédéric Le Junter (musicien), Laure Limongi (auteur), Stéphanie Lupo (performeuse), Cécile Maisonhaute (musicienne), Pierre Meunier (auteur), Pierre Mignard (comédien), Jean-François Pauvros (guitariste), Didier Petit, Vitya Ponomarev (comédien), Jean-Bernard Pouy (écrivain), Laurent Quintreau (écrivain), Vladimir Tarrasov (musicien), Carole Thibaut (auteur, metteur en scène) et Michel Viso. |
| 2013  | La différence                        | Jacques Paul (astrophysicien), Thierry Pozzo (neurophysiologiste spatial), Michel Viso (astrophysicien), Annie Abrahams (performeuse), Bernard Chambaz (auteur), Roseline Delacour (artiste), Kitsou Dubois (chorégraphe), Claudine Galéa (auteur), Alex Grillo (musicien et conteur), Sylvain Kassap (clarinettiste), Laurent Laurent (auteur), Ramon Lopez (batteur), Franck Meyrous (auteur), Jean-Marc Montera (guitariste), Jean-Pierre Ostende (auteur), Jean-François Pauvros, Charles Pennequin (auteur), Eric Pessan (auteur), Didier Petit, Michel Raji (danseur), Vincent Ravalec (auteur), Noëlle Renaude (auteur), Claire Rengade (auteur), Émilie Rousset (metteur en scène), Carole Thibaut, Benoît Urbain (accordéoniste), Maguelone Vidal (compositeur). |
| 2014  | Obsessions et fascinations           | Alain Guerry (acteur), David Christoffel, Hélène Frappat (auteur), Raphaël Navarro (magicien), Collectif kom.post (artistes), Éric Pessan, Marion Bottollier (comédienne), Isabelle Sourbès-Verger (géographe), Carole Thibaut, Stéphane Olry (auteur), Didier Petit, Véronique Binst (artiste, comédienne), Gwénaëlle La Rosa (artiste, comédienne), Soizic Lebrat (violoncelliste), Claire Rengade, Thierry Rousselin (consultant en observation spatiale), Laborintus (formation musicale), Clément Thirion (metteur en scène et chorégraphe), Marvin Gaye Chetwynd (artiste performeuse), Frédéric Ferrer, Grand Magasin (compagnie théâtrale), Pierre Senges (écrivain), Jean-Jacques Birgé (musicien). |
| 2015  | Rêves, révoltes, révolutions...      | Films de Joana Hadjithomas et Khalil Joreige ; Dana Ranga ; Artavazd Pelechian. Collectif kom.post, Isabelle Bats, Compagnie Manie (circassiens), Clyde Chabot (chorégraphe), D’ de Kabal (rappeur, slameur), Franco Mannara (musicien), Alexis Forestier (acteur), Itto Mehdaoui (actrice), Xavier Garcia (musicien), Gaël Mevel (violoncelliste), Jean-Luc Cappozzo (trompettiste), Bruno Meyssat (metteur en scène), Florent Trochel (metteur en scène), Nagède Prugnard (auteur), Géraud Bastard (musicien), Cheval&Claire (formation musicale), Serge de Laubier (électrophoniste), Kristof Hiriart (vocaliste), Marie Quéau (photographe), Romaric Tisserand (plasticien), Anaïs Tondeur (plasticienne), David Blair (vidéaste). |
| 2016  | Robots, cyborgs et autres compagnons | Jean-Louis Heckel, Kitsou Dubois, Corinne Frimas, Guillaume Roy, Jeanne Moynot, Anne-Sophie Turion, Pamina de Coulon, Pascal Battus, Angie Eng, Michel Dejeneffe, Didier Petit, Jeanne Morel, Valérie Cordy, Antonia Baehr, Hortense Gauthier, Aymeric Descharrieres, Jakuta Alikavazovic, David Christoffel, Gaël Baron, Les Zampanos, Eric Cordier, Raphaël Dallaporta, Bertrand Rigaux. |
| 2017  | L'Espace, lieu d'utopies             | Frédéric Ruiz, Alexandre Pavlata, Stéfania Branetti, Dominique Fonfrède, Laurence Bouckaert, Olivia Csiky Trnka, Julia Berrocal, Ludovic Darras, Karine Dumont, Jérémy Pichereau, Karin Serres, Olivier Sellier, Mickael Titrent, Mickael Troivaux, Jean-Sébastien Tacher, Alex Grillo, Michel Viso, Camille Boitel, Marine Broise, Aldo Thomas, Benjamin Abitan, Antoine Dusollier, Barthélémy Meridjen, Aurélie Miermont, Claudia Solal, Mathias Delplanque, Christian Zanési, Didier Petit, Gaël Leveugle, Dario Sanfilippo, Louise Hervé, Chloé Maillet, Nathalie Tinjod, Éric Pessan, Karin Serres, Bertrand Dezoteux, Eduardo Kac, Nicolas Montgermont, Jeanne Morel, Paul Marlier, Romain Sein, Coralie Neiner, Frederic Masson, Ange Beuque, Charles Robinson. |
| 2018  | Anecdotes et faits divers            | Frédérique Aït-Touati, Alexandru Petru Badelita, Sacha Barbieri, Jean-Pierre Bibring, Eugénie Carnero, Eli Commins, Boris Crack, Dominique Delcourt, François Durif, Pierrette Fleutiaux, Frédéric Ferrer, Gilbert Gasset, Raphaël Gouisset, Elitza Gueorgieva, Maël Guesdon, Yasmine Hugonnet, Toumani Kouyaté, Isabel Le Disquet, Odja Llorca, Joël Maillard, Charlotte Marquardt, Pierre Meunier, Loïc Pantaly, Eric Pessan, Didier Petit, Alexandre Pierrepont, Julien Pontvianne, Catherine Radtka, Lucie Taffin, Pacôme Thiellement, Vincent Thomasset, Aurélie Toucas, Christian Vanpouille, Erwan Venn, Michel Viso, Simon Zagari, Ze Jam Afane, ZOU, et le Collectif Le Clair Obscur. |
| 2019  | Les grands discours sur l'Espace     | Éric Arlix, Jacques Arnould, Camille Bloomfield, Viviana Birolli, Carlo Brandt, Alex Cecchetti, Bernard Chambaz, David Christoffel, Johan Decaix, Élie During, Ensemble DéCLIC, Simon Fravega, Philippe Foch, Halory Goerger, Raphaël Gouisset, KompleX KapharnaüM, Amélie Lucas-Gary, Charlotte Marquardt, Gérard Mordillat, Jonas Mordzinski, Nani$ôka Groupe, Loïc Pantaly, Dominique Paquet, Hervé Péjaudier, Didier Petit, Catherine Radtka, Apolline Raï-Westphal, Arnaud Saint-Martin, Julien Sarti, Anne Savelli, Michel Simonot, Frank Smith, Claudia Solal, Michel Viso, Gilles Weinzaepflen, André Ze Jam Afane. |